# فنبيبران
فنبيبران هو دواء يستعمل في اضطرابات الجهاز الهضمي الوظيفية.